# سلالة آريا كاكرافارتي
كانت سلالة آريا كاكرافارتي (بالتاميلية: ஆரியச் சக்கரவர்த்திகள் வம்சம்، وبالسنهالية: ආර්ය චක්‍රවර්තී රාජවංශය) ملوك مملكة جافنا في سريلانكا. ذكرت المصادر السريلانكية المبكرة، بين عامي 1277 و1283 قائدًا عسكريًا بهذا الاسم، والذي كان وزير في خدمات إمبراطورية بانديان، بدأ بغارات على الساحل الغربي لسريلانكا وأخذ تذكارات مهمة سياسيًا كأسنان بوذا من العاصمة السنهالية ياباهوا. ترك القادة السياسيون والعسكريون الذين يحملون نفس اسم العائلة عددًا من النقوش في ولاية تاميل نادو الحديثة، في تواريخ تتراوح من 1272 إلى 1305، خلال أواخر إمبراطورية بانديان. وفقًا للأدب الأصلي المعاصر، مثل كيكاركي كيكارامالاي، ادعت العائلة أيضًا أن نسبها يعود إلى الكهنة التاميلين من معبد الحج الهندوسي البارز رامسوارام في منطقة راماناثابورام الحديثة في الهند. حكموا مملكة جافنا من القرن الثالث عشر حتى القرن السابع عشر، عندما أطاح البرتغاليون بآخر سلالة كانكيلي الثاني.

## نظريات الأصل
طولب بحق وجود أصول أرياكاكرافارتي في سجلات المحكمة المعاصرة، ويقدم المؤرخون الحديثون بعض النظريات المتنافسة.

### عائلة بانديان الإقطاعية
صورة: «تشمل مناطق بانديان التي تدفع الجزية لها حوالي عام 1250، ما أصبح لاحقًا مملكة جافنا في سريلانكا».
يمكننا أن نستنتج من نقوش القرن الثالث عشر التي تخلد ذكرى الشخصيات البارزة التي تطلق على نفسها اسم أرياكا كرافارتيس في تاميل نادو الحالية أنهم ينحدرون من المنطقة الساحلية لمقاطعة راماناثابورام الحالية، والتي أطلقوا عليها سيفيروكاي نادو. لقد أداروا الأراضي وشغلوا رتبًا عسكرية مهمة. يُعتقد أن معظمهم ينتمون إلى عائلة واحدة من الكهنة التاميليين في منطقة راماناثابورام الحديثة الذين برزوا في أيام ملك بانديان مارافارمان كولاسيكاران. ادعى ملوك مملكة جافنا لقب سيثوكافالار الذي يعني «وصي سيتو».
علاوة على ذلك، يبدو أن لقب كاكرافارتي كان شائع الاستخدام في مملكة بانديان كطائفة أو مسمى وظيفي. توجد ألقاب مركبة، مثل مارافاكا كرافارتي الذي يشير إلى رئيس مارافار بالإضافة إلى مالافاكا كرافارتي الذي يشير إلى رئيس مالافا. يمكن أن يشير آريار في اللغة التاميلية إلى شخص نبيل أو متعلم، أكان من الكهنة أو أي شخص آخر من آريافارتا. وهكذا يبدو أن اسم آريا كاكرافارتي يتلاءم مع بنية الألقاب المماثلة المستخدمة في جميع أنحاء مملكة بانديان.  تشير نقوش القرن الثاني عشر إلى أن اسم آريا كاكرافارتي كان اسمًا مكتسبًا في الخدمة العسكرية في ظل مملكة بانديان، وكثيرًا ما يشار إلى العنوان في نقش مارافارمان كولاسيكاران في رامانثابورام.
من بعض الشخصيات البارزة المذكورة في النقوش ديفار آريا كاكرافارتي، وآلاكان آريا كاكرافارتي، وميناتونغان آريا كاكرافارتي، وإيرامان آريا كاكرافارتي، ويمتلك ديفار آريا كاكرافارتي على الأقل نقشين معروفين أحدهما في سوفابوري في راماناثابورام في بدايات عام 1272. ومن الجدير بالذكر أن النقوش تحتوي أيضًا على لقب سيثوموكام الذي يشير إلى أنه كان «ضمن حكم سيثو».
وفقًا لمصدر تاريخي سنهالي أساسي يُدعى كولافامسا، غزا أحد أمراء الحرب أو الوزير المسمى أرياكا كرافارتي العاصمة السنهالية ياباهوا نيابة عن ملك بانديان مارافارمان كولاسيكاران بين عامي 1277 و1283 وأخذ بقايا أسنان بوذا التي كانت ذات أهمية سياسية.

### كهنة رامسوارام
أّكّد سيكاراكي كارامالي المكتوب خلال حكم أرياكا كرافارتي في جافنا أن الأسلاف المباشرين للملوك ينتمون إلى مجموعة من 512 آرياري (طبقة كهنوتية براهمية) من طائفة باسوباتا في معبد رامسوارام الهندوسي. يزعم المصدر أيضًا أن اثنين من أصل 512 كانا ملكان من ملوك آريار. ويوضّح أن الجد المباشر للملوك كان كاتبًا في مملكة بانديان وكان يُستدعى أثناء الحرب مع الممالك الأخرى لمساعدة الملك، وأن أسلاف الملوك قاتلوا في حروب ضد الملوك الآخرين في هويسالا وكارناتاكا.
خلال حكم جاتافارمان سوندارا بانديان، تغلب الباندايين على أعدائهم في هويسالا وقتلوا ملك هويسالا فيرا سوميشوارا في عام 1254.
تؤكد دراسة لألقابهم، مثل تيفاي أركون «ملك تيفاي» وكانتامالي أرياركون «الملك الآرياري لكانتامالاي» وكيتو كافالان «حامي كيتو» صِلاتهم بمعبد راميسوارام هيندو، فمثلًا تيفاي وكيتو وكانتامالي جميعها أسماء لنفس المكان: رامسوارام.

### سلالة الغانجا
حسب رأي راساناياغام موداليار وسوامي نانابراغاسار فإن سلالة أرياكا كرافارتي كانت مرتبطة بسلالة غانجا الشرقية. يعتقد راسانا ياغام أن أحد الكهنة من بلدة رامسوارام تواصل مع أحد أفراد عائلة كالينجا ماغا الناجين، وهو غازٍ يزعم أنه من مملكة كالينجا في الهند. يُعتقد أن ماغا ينتمي إلى سلالة الغانج الشرقية. العلم الملكي لمملكة جافنا مشابه للشارة الملكية لشرق الغانجاس. وادعى الغانجانيين أنفسهم أن لهم أصول كهنوتية. تملك العملات المعدنية لسيتو التي سكها ملوك أرياكا كرافارتي أيضًا رمزًا مماثلًا.
يعتقد سوامي نانابراغاسار أن أول آريا كارافارتي سُمّي أيضًا سينكايا آريان (آرياني من سينكاينكار) كان كالينغا ماغا نفسه. قُدّمت ثلاث حجج رئيسية لدعم الادعاء بأن هؤلاء الملوك كانوا من أصول غانجا الشرقية. الأول هو الرسوم المماثلة على عملاتهم المعدنية، الثور والهلال الذي يعلوه المنقوشين على العملات المعدنية الصادرة عن شرق الغانجاس والآريا كاكرافارتي. والثاني هو أن تقاليدهم ومعتقداتهم متطابقة تقريبًا. والثالث هو توالي الألقاب غانج كاينادان (أي من بلاد الغانج) وغانج كاياريان (آرياني من أسرة غانجا). وفقًا لتأريخ س. باثماناثان لمملكة جافنا، لا يمثل ذلك أكثر من تشابه، ولا يوجد أي روابط مباشرة قاطعة. يعتقد باثماناثان أنه لا يمكننا ربط سلالة آريا كاكرافارتي بشكل قاطع مع شرق الغانجاس ويمكن أن نفسر معظم أوجه التشابه بناءً على النفوذ، حتى أحفاد سلالة غانغا الغربية الذين انتقلوا إلى أراضي التاميليين بعد هزيمتهم من قبل إمبراطورية تشولا حوالي عام 1000 تُفسّر ببساطة بشكل يعكس ادعاء المنشأ من مدينة فاراناسي الهندوسية المقدسة الواقعة على ضفاف نهر الغانج الأقدس.

### غزاة جافاكا كالينجا
قدم إس. بارانافيتانا تخمينًا جديدًا يشرح أصول آرياكا كرافاتي. ووفقًا له، فإن أرياكا كرافارتي هم من نسل تشاندرابانو، وهو زعيم قبلي من الملايو، الذي غزا الجزيرة من تامبرا لينجا في عام 1247. ووفقًا له فإن اللاجئين والمهاجرين من مملكة كالينجا الهندية أسسوا ممالك تحمل نفس الاسم في جنوب شرق آسيا، وبعضهم جاء لأسباب مختلفة إلى شمال سريلانكا وأسس مملكة جافنا. دُحض هذا الرأي من قبل المؤرخ الهندي الشهير كي. نيلاكانتا ساستري لعدم وجود دليل موثوق به، ومؤرخون آخرون مثل لويس تشارلز داميس (1911-1966)، وهو خبير في الدراسات الإندونيسية، ويوتاكا إيواموتو (1910-1988)، وهو عالم بوذي، وإس. باثماناثان. يؤكدون أنه لم تكن هناك ممالك في جنوب شرق آسيا تسمى كالينجا وتستند هذه التأكيدات على قراءات خاطئة للاسم الصيني لمنطقة تسمى هو-لينغ والتي كانت في الواقع تمثل والين وليس كالينجا. علاوة على ذلك، يؤكد باثماناثان أن تشاندربانو قد ادعى بشكل قاطع وجود نسب بادمافامسا، بينما إس بارانافيتانا أضاف سلالة غانجا فامسا إلى آريا كاكرافارتي. علاوة على ذلك، أشار إلى أن النقوش التي استخدمها بارانافيتانا لصنع نظريته لم تُفك رموزها من قبل أي عالم آخر للإيحاء بوجود صلة بين يافاكا والآريا كاكرافارتيين.

## الإجماع الحالي
بحسب الإجماع الحالي الذي اتفق عليه المؤرخون، مثل إس باثماناثان، وباتريك بيبلس، وكي إم دي سلفيا هو أن الآريا كاكرافارتيين كانوا عائلة بانديان الإقطاعية التي تولت السلطة بعد الفوضى التي أحدثتها غزوات كالينجا ماغا وتشاندرابانو، وكانت الأسرة مرتبطة بمعبد راماناثابورام الهندوسي الذي كان براهمي تاميلي الأصل، قد تكون تزوجت من عائلة الغانجات الشرقية أو حتى من أجداد تشاندرابانو للوصول لهذه الحالة، لكن الدليل الواضح والمباشر الذي لا يمكن إنكاره غير موجود. لا دليل واضح على مشاركة الغانجات الشرقية على عملاتها المعدنية والعلم الملكي الخاص بها، وقد يكون كولينجاي كاكرافارتي المذكور في سجلات التاميل للمملكة هو كالينغا ماغا.